# Le Fil de la vie
Pour plus de détails, voir Fiche technique et Distribution.
Le Fil de la vie (Strings) est un film d'animation danois réalisé par Anders Rønnow Klarlund et sorti en 2004.
La particularité de ce film est que les personnages sont conscients d'être des marionnettes. Dans le récit, ces dernières sont reliées au ciel par des fils, dont un fil central qui est vital à leur survie (le fil de la vie).

## Synopsis
Dans le royaume d'Hébalon, un roi coupable décide de se suicider. Il y a eu une longue guerre entre eux et les Zeriths, et il y a joué un rôle énorme. Pour cette raison, il veut mourir et se libérer de la culpabilité. Avant de continuer, il écrit une note à son fils, Hal Tara, disant qu'il sera le prochain roi, ou dans leur monde, il sera le prochain Kharo. Ensuite, il dit à Hal de faire la paix avec les Zeriths, mais il doit être vigilant autour de Nezo, le méchant frère du Kharo, et de Ghrak, son homme de main. Il dit également à Hal de garder sa sœur Kharia Jhinna, et il doit la protéger de sa vie et ne jamais la quitter. Après cela, le Kharo se coupe la tête et se tue. Cependant, la note n'arrive jamais à Hal car Nezo la trouve en premier. Soudain, Ghrak rampe du plafond et dit à Nezo que son heure est venue. Avec cela, Nezo coupe toutes les ficelles de son frère et donne l'impression que les Zeriths l'ont assassiné. Il s'assure également que Sahro, le chef des Zeriths, assume la responsabilité de la mort de Kharo. Nezo aspire à gouverner Hebalon, et il fera tout pour garder le trône de Hal. Peu de temps après, Ghrak détruit la note de Kharo pour son fils. Ailleurs, Hal dort dans ses appartements et Ghrak rampe sur les murs, exprimant sa rancune contre le jeune prince. Soudain, Hal se réveille et Ghrak disparaît. À sa grande surprise, il voit Erito, le général, et il est informé de la mort de son père. Plus tard, il découvre le corps du Kharo et Jhinna pleure devant lui. Elle dit à Hal que les Zeriths l'ont tué et fait un geste vers le mur où l'ennemi a placé sa marque. Ensuite, Jhinna dit à Hal qu'ils ont coupé toutes les cordes du Kharo, et qu'il n'en reste plus aucune. Voyant cela, Nezo exprime son inquiétude et dit aux gardes de sceller toutes les portes et sorties. Avec cela, la guerre a été menée. Par conséquent, les gens doivent rester à l'intérieur et personne ne peut sortir ou entrer dans Hebalon. Le lendemain, Hal ordonne à Erito de porter un masque Zerith et de se faire passer pour Sahro. Il veut le battre en duel, mais Erito pense que c'est ridicule. Alors que Hal continue de lancer ses attaques, Erito lui dit d'arrêter, mais il n'écoute pas. Ensuite, Erito coupe accidentellement la ficelle de la main de Hal, l'amputé. Enfin, Hal s'arrête et Erito lui rappelle qu'il est le prochain Kharo, et que la guerre contre les Zeriths est la tâche du général, pas la sienne. Alors que Nezo écoute leur conversation, il ne peut s'empêcher d'insulter l'idée que Hal devienne le prochain Kharo. Plus tard, Hal voit sa sœur, qui pleure le corps de leur père. Jhinna lui demande ce qui est arrivé à sa main, mais le prince répond avec arrogance, disant qu'elle devrait s'occuper de ses propres affaires. Soudain, Nezo apparaît et exprime son chagrin à la mort de son frère. Pendant ce temps, Erito choisit une nouvelle main pour Hal. Il existe une collection d'esclaves qui sont gardés comme donneurs, et lorsqu'une personne royale ou noble perd une partie du corps, elle est enlevée de force aux esclaves. Ce jour-là, Erito choisit un esclave avec une main de chêne et hurle d'agonie alors que sa main est retirée. Par la suite, la main arrive pour Hal, et alors que les médecins l'attachent à son corps, Nezo se propose de retrouver Sahro pour venger son frère. Cependant, il le fait pour manipuler et déclencher l'ego de Hal, disant que les autres pourraient le trouver moins homme s'il laissait le coupable être. Il est vrai que Hal mord à l'hameçon et ordonne à Erito d'emballer leurs affaires pour leur voyage à la recherche de Sahro. Hal prévoit de voyager déguisé et il se fera peindre pour ressembler à un roturier. Bien qu'il soit couronné Kharo cette nuit-là, il pense que le voyage ne peut pas attendre. Alors que le prince part, Ghrak rassure Nezo qu'ils auront Erito de leur côté. Non seulement cela, mais ils lui feront aussi faire leur sale boulot. Pour la préparation de Hal, il se fait peindre dans la maison d'Erito. Là, les enfants d'Erito, Xath et Daya, l'agacent en disant qu'il se peint parce qu'il a peur des Zeriths. En même temps, Erito regarde leur bébé nouvellement sculpté et il rappelle à sa femme Eike de prendre bien soin d'elle et des enfants. À leur insu, Ghrak se cache dans les murs et il prend secrètement l'oiseau endormi de Xath. Cette nuit-là, Jhinna et Hal ont organisé des funérailles pour leur père. Alors que son corps est placé parmi les précédents Kharos, Hal promet qu'Hebalon ne sera jamais en paix tant qu'il n'aura pas coupé la dernière chaîne des Zeriths. Après cela, Hal proclame de ne jamais laisser personne entrer ou sortir d'Hebalon jusqu'à ce qu'il ait trouvé Sahro. Pendant son absence, Nezo régnera à sa place. Le lendemain, Hal et Erito ont décidé de quitter Hebalon. Alors que le jeune prince fait ses adieux à sa sœur, elle ne peut s'empêcher de le supplier de ne pas y aller. Elle s'accroche aux ficelles de Hal, disant que son départ sera sa mort. Cependant, Hal est déterminé et il part malgré son appel. Plus tard, Hal et Erito arrivent dans un marais rempli d'esclaves amputés. L'armée a pris leurs cordes et certaines de leurs parties fonctionnelles du corps. Il y a des enfants parmi eux, et ils sont également élevés pour devenir des esclaves. Ensuite, Erito suggère qu'ils devraient camper pour la nuit. Soudain, Hal s'éloigne et Ghrak apparaît devant Erito, le menaçant des paroles de Nezo. Il ne doit pas retourner à Hebalon avec Hal vivant ; s'il résiste, il ne reverra jamais sa famille. Erito s'oppose et tente d'attaquer Ghrak, mais il saute dans un arbre et jette l'oiseau endormi de Xath pour le menacer davantage. Plus tard dans la nuit, Erito tente de tuer Hal dans son sommeil. Cependant, il ne va pas jusqu'au bout. De retour à Hebalon, Xath et Daya sont dans le hall principal du palais, à la recherche de l'oiseau endormi. Ensuite, Eike arrive et les enfants s'emmêlent délibérément comme une diversion. Alors qu'Eike les démêle, Xath donne accidentellement un coup de pied à la table sur laquelle le Kharo a écrit avant de mourir. Soudain, la bouteille d'encre bascule, s'infiltrant dans le papier. Cela révèle la note gravée que le Kharo a écrite pour Hal. Quand Eike voit cela, elle est immédiatement choquée. Ailleurs, Jhinna prend un bain avec son oiseau de compagnie, Ola. À son insu, Ghrak l'observe dans un coin sombre. Juste à ce moment, Eike arrive et elle rapporte immédiatement la vérité sur la mort de Kharo. Eike suggère que Hal et Erito doivent voir la lettre, alors elle dit à Jhinna de la rencontrer aux portes de la ville avant minuit. Dans le grand marché, une femme nommée Zita observe Hal alors qu'il arrive avec Erito. Erito dit à Hal de rester sur place pendant qu'il se rend à The One Stringed pour demander conseil. Juste à ce moment, Zita surprend que Hal est à la recherche des Zeriths. Pendant ce temps, Erito parle avec le One Stringed, un groupe de vieux sages qui peuvent voir l'avenir. Ils lui disent de tuer Hal parce qu'il est tenu de continuer des générations de méchanceté, tout comme son père. Avec cela, il doit emmener Hal au lac des mille guerriers morts, et là, il doit devenir une offrande de paix. Dehors, Hal regarde sous le choc les gens démonter joyeusement la statue de son père. Ensuite, Zita s'approche de lui, confirmant s'il cherche les Zeriths. Soudain, Erito arrive et dit à Hal qu'ils doivent se diriger vers le lac aux mille guerriers morts. Le jeune prince essaie de parler à Erito de Zita, mais elle disparaît soudainement. De retour à Hebalon, Jhinna se dirige secrètement vers les portes de la ville. Après avoir distrait les gardes, elle embrasse immédiatement Eike, mais elle est horrifiée en découvrant qu'il s'agit en fait de Nezo. Ola essaie de la défendre, mais Nezo la frappe facilement contre le mur. Puis, alors que Nezo est sur le point de couper les cordes de Jhinna, Ghrak apparaît et avertit Nezo de leur accord. Avec cela, Jhinna est sauvée, mais elle est mise en prison avec Eike et ses enfants. Là, la vie vient au bébé d'Eike, mais elle est trop faible pour attacher les ficelles elle-même. Pour cette raison, Jhinna se porte volontaire pour aider. Elle récite ses bénédictions et attache soigneusement les cordes au petit jusqu'à ce qu'il revienne à la vie. Après cela, Eike et le bébé sont séparés de Jhinna. Pendant ce temps, Erito et Hal luttent pour se rendre au lac aux mille guerriers morts. Après un voyage périlleux, ils voient enfin un lac gelé avec de nombreux cadavres. De retour à Hebalon, Jhinna est enchaîné et Ghrak semble révéler la vérité sur son apparence estropiée. Il était le commandant en chef du Kharo et Jhinna lui était promise. Mais quand il a mené une bataille vaincue contre les Zeriths au nord de la forêt de Nordessa, le Kharo était enragé. Alors qu'ils se retiraient dans le lac aux mille guerriers morts, ils rencontrèrent une caravane de femmes et d'enfants Zerith. En colère contre sa défaite, le Kharo ordonna à Ghrak de tuer les femmes et les enfants. Quand il a refusé, le Kharo l'a attaqué. Il a coupé toutes les cordes de Ghrak, à l'exception de sa corde de tête et d'un bras. Puis, il l'a abandonné dans le lac, et s'il retourne à Hebalon, il est autorisé à vivre. Après cela, le Kharo a tué toutes les femmes et tous les enfants sans défense. Plus tard, Ghrak retourne vivant à Hebalon, mais il doit prendre les seules pièces disponibles qui peuvent remplacer ses membres amputés. Maintenant qu'il est de retour au pouvoir, il peut choisir n'importe quelle pièce décente pour remplacer son apparence tordue, et il oblige même Jhinna à choisir les pièces parmi les esclaves disponibles. Dans le lac aux mille guerriers morts, Erito dit à Hal la vérité sur les meurtres de son père. Alors que Hal exprime sa sympathie pour les cadavres, Erito l'attaque, mais il parvient à l'esquiver. Ensuite, ils entrent dans un combat intense et Erito est rempli de culpabilité alors qu'il attaque son ami. Soudain, l'arme de Hal s'arrête devant la corde de tête d'Erito, et il l'oblige à révéler la vérité sur sa trahison. Mais Erito ne répond pas. Au lieu de cela, il demande à Hal d'épargner sa vie pour sa famille. Avec cela, Hal recule lentement tout en exprimant sa colère envers la trahison d'Erito. Alors que Hal entre dans une tempête de neige, il trouve un garçon en train de se noyer dans le lac. Il saute immédiatement à la rescousse, mais quand il sort de l'eau aux côtés du garçon, il découvre que les Zeriths l'ont encerclé. Les Zeriths retiennent immédiatement Hal captif, et Erito l'observe au loin. Plus tard, les Zeriths le forcent à révéler la vérité sur son identité. Ils pensent qu'il est un espion hébalonien à cause de l'épée qu'il porte. Cependant, Hal nie tout et dit qu'il est un nomade voyageant vers l'Ouest pour échapper à la guerre que mène Hebalon. Avec cela, il est libéré et Zita apparaît soudainement pour le remercier d'avoir sauvé la vie de son frère. Puis, elle se présente enfin. Ailleurs, Erito se rapproche d'Hebalon. Pendant ce temps, Ghrak a enfin son corps de rêve ensemble, et Nezo le présente fièrement à Jhinna. Pendant ce temps, Hal et Zita regardent un groupe de danseurs bondissants représentant les Siads d'Abagos. Abagos est une cité perdue que les Hébaloniens ont prise aux ancêtres des Zeriths. Hal est choqué de savoir cela, mais il demande ensuite comment les Zeriths sont capables de sauter. Ensuite, Zita lui montre que la ficelle de tout le monde est connectée. Quand l'un monte, l'autre descend, et vice versa. Zita ajoute que s'il est guidé avec amour et unité, alors il peut faire comme les Zeriths. Plus tard dans la nuit, les deux deviennent intimes et font l'amour au clair de lune. Après cela, Zita rend visite à un ancien nommé Agra. Agra lui raconte la vision que Sideon, leur créateur, lui a montrée dans un rêve. Les cordes tomberont à terre et le ciel s'embrasera. Il parle également d'un homme d'or qui guidera son peuple à travers ces temps. Peu de temps après, Agras meurt de vieillesse. Le lendemain, les Zeriths organisent une cérémonie pour Agra et Hal se souvient de son plan initial pour tuer Sahro. Alors qu'il se cache dans les arbres, prêt à attaquer, Sahro enlève son masque, se révélant comme Zita. Ensuite, il tente de fuir, mais les Zeriths le capturent, pensant qu'il est en fait un espion. Rempli de rage, il se révèle être Hal Tara, et il est là pour venger la mort de Kharo. Ensuite, Zita gratte le visage de Hal avec son épée, révélant sa couleur dorée. Se souvenant de la vision, elle rappelle à Hal que s'il n'est pas lié par l'amour, alors il est lié par la haine. Avec cela, les Zeriths ont libéré Hal, mais il doit être laissé dans le désert pour pourrir. Pendant ce temps, Erito est retourné à Hebalon, pour constater que Ghrak a pris sa place en tant que commandant en chef. Erito a déjà révélé l'emplacement des Zeriths, et Nezo ordonne à Ghrak de tous les anéantir, une fois pour toutes. Avec cela, Erito est mis en prison avec sa famille. Là, il voit sa famille, ainsi que leur bébé. Eike lui demande si Hal va les sauver, mais Erito dit seulement qu'Hebalon est une ville fermée et que seuls les conducteurs d'esclaves peuvent entrer. Il est vrai qu'un groupe de conducteurs d'esclaves a capturé Hal dans le désert. Là, il est obligé de tirer un lourd chariot avec d'autres esclaves, et ils sont liés à Hebalon. Un esclave reconnaît Hal comme le fils de Kharo parce que sa main a été amputée pour lui. De retour à Hebalon, Jhinna motive Ola à voler. Si seulement elle pouvait voler, alors elle pourrait les libérer tous les deux. Cependant, Ghrak arrive et dit à Jhinna que les Zeriths ont tué Hal. Cependant, elle peut le sentir dans ses cordes que Hal est vivant et qu'il reviendra. Elle ajoute que dans un rêve, elle a vu Sideon comme un vieux Zerith, et certaines personnes sont liées, comme elle et Hal. Ensuite, elle demande à Ghrak pour qui il est destiné car elle sait que ce n'est pas elle. Pour cette raison, elle ne pourra jamais être sienne. En entendant cela, Ghrak prétend qu'il ne peut pas l'aider, puis s'en va. Pendant ce temps, Hal est jeté en prison avec les autres esclaves. Là, il voit Erito et Eike, et elle lui dit immédiatement la vérité sur la mort de Kharo. En même temps, Jhinna est montrée au peuple pour exécution publique. En prison, Hal se rend compte qu'ils ont été l'ennemi tout ce temps. Cependant, Ola apparaît et Hal découvre que quelque chose est arrivé à Jhinna. Lorsqu'il tente de grimper à partir de ses propres cordes, il voit la marque des Zeriths sur les sols de la prison et se rend compte qu'Abagos a vraiment existé. Soudain, il glisse et retombe, mais il se souvient des paroles de Zita, ce qui l'a poussé à acquérir la capacité de sauter. Ensuite, Hal tue tous les gardes et libère tout le monde. D'autre part, les cordes de Jhinna ont déjà été coupées, et tout ce qui reste d'elle est sa corde de tête. Ensuite, Nezo tranche légèrement la corde restante, mais Hal apparaît et tranche les cordes aux membres de Nezo. Jhinna est maintenant au bord de la mort, et avant que sa tête ne se brise, elle rappelle à Hal de vivre dans la paix et l'amour, comme ce que voulait leur père. Juste à ce moment, Jhinna meurt et Hal hurle de désespoir. À ce moment, Nezo tente d'attaquer Hal, mais Erito l'arrête. Cependant, Nezo dit qu'il est trop tard car Ghrak est déjà en route pour tuer les Zeriths. Avec cela, il défie Hal de le tuer, mais Hal l'épargne, vivant de la dernière mission de son père. Pendant ce temps, Ghrak et son armée sont arrivés dans la forêt de Nordessa, et il prévoit de se frayer un chemin à travers. Peu de temps après, la forêt est incendiée et Zita et les Zeriths se préparent au combat. Ensuite, Ghrak s'infiltre finalement dans le camp, mais les Zeriths sont introuvables. Cependant, il sait qu'ils ne sont pas partis. Alors qu'il lève les yeux, il aperçoit Zita cachée dans un arbre, mais les Zeriths activent leurs pièges et les soldats hébaloniens tombent dedans. Ensuite, les Zeriths descendent de leur cachette et la bataille commence. Plus tard, Zita combat l'ennemi, mais elle finit par être en infériorité numérique. Ghrak la veut vivante, et quand il enlève son masque, il est surpris que Sahro soit une femme. Alors qu'il tente de la tuer, Hal vient à la rescousse. Pour cette raison, Hal prend Ghrak de front. Au milieu du chaos, Nezo lutte pour fuir Hebalon. Pendant ce temps, un duel féroce a éclaté entre Ghrak et Hal. Au début, Ghrak prend le dessus, mais Hal ne se rend pas et il met le feu aux cordes de Ghrak. Avec cela, Ghrak s'affaiblit lentement et meurt. Le même sort tombe parmi les soldats hébaloniens alors que les Zeriths les brûlent vifs. Ensuite, le ciel s'embrase et des milliers de cordes tombent du ciel. Après la bataille, Hal s'approche de Zita et l'accueille chaleureusement, ainsi que les Zeriths, à Abagos. Le lendemain, Hal et le reste du royaume organisent une cérémonie pour Jhinna. Tout le monde pleure son décès, et alors que Hal la regarde dériver au loin, Zita le rassure qu'elle est maintenant vraiment libre. Cependant, Ola ne supporte pas de la quitter, alors elle accompagne le corps de Jhinna. Puis, avec les paroles de Jhinna, les cordes d'Ola se détachent miraculeusement et elle s'envole dans le ciel. Enfin, Ola a exaucé les souhaits de Jhinna de les libérer tous les deux.

## Fiche technique
- Titre français : Le Fil de la vie
- Titre original : Strings
- Réalisation : Anders Rønnow Klarlund
- Scénario : Naja Marie Aidt, Anders Rønnow Klarlund
- Musique : Jørgen Lauritsen
- Photographie : Kim Hattesen, Jan Weincke
- Direction artistique : David Drachmann
- Décors : Sven Wichmann
- Costumes : Ingrid Søe
- Montage : Leif Axel Kjeldsen
- Production : Niels Bald
  - Production associée : Kate Barry, Sam Lavender, Zorana Piggott
  - Coproduction : Aage Aaberge, Jan Blomgren, Mike Downey, Axel Helgeland, Sam Taylor
  - Production exécutive : Peter Aalbæk Jensen
- Sociétés de production : Bald Film, Mainstream ApS, Radar Film, Sandrew Metronome Distribution, Zentropa Entertainments, en coproduction avec BOB Film Sweden AB, Film and Music Entertainment et Nordisk Film.
- Sociétés de distribution : SF Film (Danemark) : Haut et Court (France) ; Wellspring Media (États-Unis)
- Langue : danois
- Durée :
  - Danemark : 88 minutes
  - États-Unis et Argentine : 91 minutes
- Format : couleur - 2,35:1 - son Dolby
- Dates de sortie :
  - France : 15 mai 2004 (Festival de Cannes) ; 16 février 2005 (sortie nationale)
  - Belgique : 2005

## Distribution

### Voix danoises
- Jens Jacob Tychsen : Hal
- Iben Hjejle : Zita
- Henning Moritzen : Kahro
- Jesper Langberg : Nezo
- Jens Arentzen : Ghrak
- Marina Bouras : Jhinna
- Søren Spanning : Erito
- Pernille Højmark : Eike
- Paul Hüttel : Agra
- Rasmus Botoft : Lo

### Voix françaises
- Féodor Atkine : Nezo
- Cédric Dumond : Hal
- Valérie Siclay : Zita
- Adeline Chetail : Jhinna
- Marc Cassot : Kharo

## Sortie et exploitation
Le film est présenté en avant-première au festival de Cannes le 15 mai 2004.
La version japonaise est réalisée par Hideaki Anno, et la chanson thème est Unexpectedly de Misha Williams.

## Distinctions
- Robert du meilleur film de famille ou pour enfants[Quand ?]